# چارلی، شارلوت و قناری طلایی
چارلی، شارلوت و قناری طلایی کتابی از چارلز کیپینگ در حوزه ادبیات کودکان است که در سال ۱۹۶۷ منتشر و برندهٔ مدال کیت گرینوی شد. این کتاب را مریم پیشگاه و رسول حسن‌زاده به فارسی ترجمه کرده‌اند.